# Ghiacciaio Cervellati
Il ghiacciaio Cervellati (in inglese: Cervellati Glacier) è un ghiacciaio lungo circa 9,5 km situato sulla costa di Zumberge, nella parte occidentale della Terra di Ellsworth, in Antartide. In particolare, il ghiacciaio, il cui punto più alto si trova a oltre 2.000 m s.l.m., è situato sul versante orientale della catena principale della dorsale Sentinella, nelle montagne di Ellsworth. Da qui esso fluisce in direzione nord-est scorrendo tra le pendici del monte Epperly, a sud, e quelle del monte Tyree, a nord, fino ad unire il proprio flusso a quello del ghiacciaio Crosswell a sud-est del monte Bearskin.

## Storia
Il ghiacciaio Cervellati è stato così battezzato nel 2006 dal Comitato consultivo dei nomi antartici in onore di Roberto Cervellati, rappresentante italiano del gruppo di esperti del Comitato scientifico per la ricerca in Antartide (SCAR) dal 1992 al 2006 e direttore, nello stesso periodo, del reparto dello SCAR dedito alla redazione del dizionario geografico composito dell'Antartide.